# Вербичев
Вербичев (бел. Вярбічаў) — посёлок в Лукском сельсовете Жлобинского района Гомельской области Белоруссии.

## География

### Расположение
В 11 км на север от Жлобина, 10 км от железнодорожной станции Малевичи (на линии Бобруйск — Жлобин), 103 км от Гомеля.

## Гидрография
На реке Белица (приток река Добосна). На юге, севере и западе мелиоративные каналы.

## Транспортная сеть
Транспортные связи по просёлочной, а затем автомобильной дороге Бобруйск — Гомель. Планировка состоит из дугообразной широтной улицы. Жилые дома деревянные, усадебного типа.

## История
По письменным источникам известен с начала XIX века как околица в Рогачёвском уезде Могилёвской губернии. С 1880 года действовал хлебозапасный магазин. Согласно переписи 1897 года в Луковской волости Рогачёвского уезда Могилёвской губернии. В 1909 году жители владели 150 десятинами земли.
В 1934 году организован колхоз. 6 жителей погибли во время Великой Отечественной войны. Согласно переписи 1959 года в составе подсобного хозяйства районного Производственного объединения «Сельхозхимия» (центр — деревня Луки).

## Население

### Численность
- 2004 год — 23 хозяйства, 51 житель.

### Динамика
- 1868 год — 24 двора, 114 жителей.
- 1897 год — 26 дворов, 155 жителей (согласно переписи).
- 1925 год — 34 двора.
- 1959 год — 163 жителя (согласно переписи).
- 2004 год — 23 хозяйства, 51 житель.